# Rio Capricórnio
O rio Capricórnio é um curso de água que banha o estado do Paraná. 